# Horizont van Benzenrade
De Horizont van Benzenrade is een dunne laag in de ondergrond van het Nederlandse Zuid-Limburg en het omringende gebied in Duitsland en België. De horizont is onderdeel van de Formatie van Vaals en stamt uit het laatste deel van het Krijt (het Campanien).
Normaal gesproken ligt de Horizont van Benzenrade boven op het oudere Zand van Terstraten en onder het jongere Zand van Benzenrade (beide ook onderdeel van de Formatie van Vaals).
Deze horizont is vernoemd naar Benzenrade.